# مستشفى دايتون للأطفال
مستشفى دايتون للأطفال هي مستشفى أطفال تقع في دايتون (أوهايو).وهي مستشفى متعددة التخصصات يذهب اليها أكثر من 280.000 مريض كل عام. للحصول على أرقام مفصلة يرجى زيارة التقرير السنوي لأطفال دايتون في عام 2003، كانت المستشفى في المرتبة الأولى من أكبر 25 مستشفى للأطفال في الولايات المتحدة من قبل مجلة الطفل. يعمل في المستشفى أكثر من 1400 موظف بدوام كامل، و 300 موظف بدوام جزئي، وما يقرب من 250 طبيبا. تعد مستشفى دايتون للأطفال حاليا المستشفى الوحيد للأطفال في منطقة دايتون.
يشارك كوهل مينوت فور كيدس مستشفى دايتون للأطفال مع كلية جامعة رايت للولاية مدرسة طب بونشوفت للطب في جامعة رايت ستيت.

## تاريخ

### تأسيس المستشفى
في عام 1919، بعد انتهاء الحرب العالمية الأولى، آنا بارني غورمان، وهي ناشطة خيرية في المجتمع، قد اشترت مبنى على شارع تشابل وكانت تخطط لمركز المجتمع لتقديم الخدمات الصحية والتعليم والترفيه لسكان شمال دايتون. وفي غضون عام، افتتحت مركز بارني المجتمعي، الذي يوفر العيادات المجانية للمقيمين في الأحياء، ودروس العلاج المهني، ومحطة الحليب وبرنامج الغداء.
وطوال حياتها، واصلت السيدة غورمان نشاطها واهتمامها بالتقدم الذي أحرزه المركز المجتمعي وعاشت لتطوره إلى مستشفى النقاهة الوحيد في المنطقة المصمم لرعاية ضحايا شلل الأطفال. ولتعكس المهمة الموسعة للمركز، تم تغيير الاسم إلى مستشفى بارني للنواحي في عام 1947.
ومع ظهور لقاحات سالك وسابين في منتصف الخمسينيات، تضاءلت الحاجة إلى المستشفى. وفي نفس الوقت، ظهرت حاجة جديدة - الحاجة إلى مستشفى للأطفال لرعاية الأطفال المصابين بجروح خطيرة.
في عام 1957، عملت إلسي ميد بلا كلل لتشكيل جمعية مستشفى الأطفال، التي كانت مكرسة لجمع الأموال لبناء مستشفى للأطفال. كما اعترف مجلس مستشفى بارني بالحاجة إلى مستشفى للأطفال للخدمة الكاملة وانضم إلى المجتمع المستشفى في عام 1963. ونتيجة لجهودهم، مركز بارني للأطفال الطبي، وهي عبارة عن مستشفى من أربعة طوابق تقع في 1735 كنيسة الشارع في شباط / فبراير 1967. وظلت إلسي ميد تحت إشراف المستشفى - بما في ذلك عدة سنوات كرئيس لمجلس إدارتها - حتى وفاتها في عام 1980.

### 1970
في عام 1970، تم تغيير اسم المركز الطبي إلى المركز الطبي للأطفال. تطورت منظمة دايتون للأطفال إلى مستشفى خاص غير هادف للربح يضم 155 سريرا للرضع والأطفال والمراهقين. هذا الالتزام للعمل كمستشفى وحيدة في المنطقة المكرسة لرعاية الأطفال قاد الطريق إلى بناء إضافي.
وفي عام 1979، تمت الموافقة على تغيير العنوان في الاجتماع السنوي لهذا العام. أصبح عنوان شارع كنيسة واحدة بلازا للأطفال.

### اليوم
شهدت منطقة خارج دايتون الأطفال تغييرات كبيرة على مر السنين. المناظر الطبيعية الواسعة، مرآب للسيارات مباشرة قبالة شارع الوادي، عناصر جديدة لفافة الإشارات واللافتات، وتوسيع وتجديد مركز الصدمات النفسية والطوارئ كل ذلك جعل دايتون الأطفال أكثر دعوة وأسهل لتحديد موقعها. عملت دايتون للأطفال أيضا مع مجلس الأولوية شمال شرق ومنظمات أخرى للمنطقة لسطع حي دايتون الشمالية القديمة التي كانت منزل المستشفى منذ إنشائها.
في الآونة الأخيرة، كان هناك توسع خارج شمال دايتون الشمالية والمرافق المريحة في الحي. حاليا، هناك ستة مراكز للمرضى الخارجيين في بيفركريك، كيتيرينغ، سبرينغبورو، سوغاركريك، فانداليا ومقاطعة وارين. وهناك أيضا مركزان للرعاية التخصصية في سبرينغفيلد ومقاطعة وارن، فضلا عن عيادات متخصصة في ليما.
وفي أيار / مايو 2013، غير المركز الطبي للأطفال في دايتون اسمه مرة أخرى إلى مستشفى دايتون للأطفال.
وفي تشرين الأول / أكتوبر 2013، أعلن أطفال دايتون عن خطة لتحسين المستشفى. وتدعو الخطة إلى بناء برج للمرضى يبلغ مساحته 260.000 قدم مربع، مكون من ثمانية طوابق في وسط حرم مستشفى فالي ستريت الحالي.
في مارس 2016، أعلنت دايتون الأطفال عن تغيير على العلامة التجارية والشعار البالغ من العمر 42 عاما. ويطلق على الشعار الجديد «ويرليجيغ».

## خدمات المستشفى
يعالج خبراء طب الأطفال في مستشفى دايتون الأطفال المرضى في أكثر من 35 منطقة تخصص. لديهم التدريب الخاص والخبرة اللازمة لرعاية الرضع والأطفال والمراهقين. دايتون الأطفال هو المستشفى الوحيد في المنطقة المخصصة لاحتياجات الرعاية الصحية للأطفال.
- التخدير
- برنامج رعاية الربو
- السمعيات
- حرق الرعاية
- طب القلب
- الشلل الدماغي
- عيادة صحة الأطفال / طب الأطفال العام
- الشفة المشقوقة / كليفت باليت كلينيك
- زراعة القوقعة / فقدان السمع
- العناية المركزة / وحدة العناية المركزة للأطفال
- طب الأسنان وجراحة الفم
- طب الأطفال التنموي
- علم التغذية والتغذية
- الأذن والأنف والحنجرة (الأنف والأذن والحنجرة)
- خدمات الطوارئ
- الغدد الصماء والسكري
- أمراض الجهاز الهضمي
- عيادة طب الأطفال العامة / عيادة صحة الأطفال
- علم الوراثة
- أمراض الدم / الأورام
- الهموفيليا مرض بالدم
- رعاية منزلية
- الأمراض المعدية
- مختبر / علم الأمراض
- عيادة الدهون
- التصوير الطبي / الأشعة
- عيادة ميلومينينغوسيل
- أمراض الكلى (ارتفاع ضغط الدم، أمراض الكلى والمسالك البولية)
- علم الأعصاب
- جراحة الاعصاب
- وحدة العناية المركزة لحديثي الولادة (نيكو)
- التغذية وعلم التغذية
- علاج وظيفي
- علم الأورام
- طب العيون
- طب العظام
- أمراض الأنف والأذن والحنجرة (الأنف والأذن والحنجرة)
- إدارة الألم
- الرعاية التلطيفية
- علم الأمراض / مختبر
- وحدة العناية المركزة للأطفال (بيكو)
- علاج بدني
- جراحة تجميلية
- الطب النفسي
- علم النفس
- الطب الرئوي
- الأشعة / التصوير الطبي
- الخدمات التأهيلية
- الرعاية التنفسية
- خلية منجلية
- مركز النوم
- علم أمراض النطق واللغة
- سبينا بيفيدا كلينيك
- الطب الرياضي
- الجراحة (طب الأطفال)
- الخدمات الجراحية
- سيناجيس كلينيك
- خدمة الصدمة
- الرعاية العاجلة
- علم أمراض المسالك البولية

## الإعتمادات
تلقت المستشفى الاعتمادات التالية:
- قد أعطت كلية علماء الأمراض الأمريكية الاعتماد الكامل لمختبر دايتون للأطفال في عام 2007.
- قامت الكلية الأمريكية للأشعة باعتماد خدمات التصوير الطبي في المستشفى.
- اللجنة المجتمعية لاعتماد تخطيط صدى القلب معتمدة المختبرات مختبر تخطيط صدى القلب بالمستشفى.
- كلية طب النوم الأمريكية المعتمدة مركز النوم للأطفال في دايتون للأطفال.
- قامت لجنة مراجعة الإقامة لدى الأطفال باعتماد برنامج إقامة الأطفال في المستشفى.
- وقد تم اعتماد المركز الشامل لرعاية السرطان في دايتون للأطفال من قبل الكلية الأمريكية للجراحين.
- تم اعتماد دايتون للأطفال من قبل جكاهو في يونيو 2003.
- تم اعتماد مركز التليف الكيسي من قبل مؤسسة التليف الكيسي الوطنية.
- مركز الصدمة للأطفال هو التحقق من مركز صدمة الأطفال من المستوى الثاني من قبل كلية الجراحين الأمريكية (أكس) لجنة الصدمة
- تلقى دايتون الأطفال مغناطيس designation®. في 22 نوفمبر 2013.

## الجوائز
تلقت مستشفى دايتون للأطفال ما يلي:
- برنامج رعاية السرطان في دايتون للأطفال هو واحد من 10 برامج فقط معتمدة لبرامج سرطان الأطفال في البلاد.
- في نوفمبر 2013، تلقت دايتون الأطفال مغناطيس designation®.
- يتم تسمية دايتون الأطفال بشكل روتيني «أعلى مكان للعمل» من قبل دايتون ديلي نيوز.
- سميت مجلة دايتون بيزنيس جورنال باسم «بيزنيس هذا العام» في عام 2004.
- دايتون الأطفال في 2004 حصلت على جائزة أفضل مكتب في فئة الشركات مع أكثر من 100 موظف.
- احتلت منظمة دايتون للأطفال المرتبة الأولى من بين أكبر 25 مستشفى للأطفال في الولايات المتحدة في عام 2003 من قبل مجلة الطفل للفترة 2003-04.
- كانت صيدلية دايتون للطفولة واحدة من ثلاثة صيدليات في البلاد التي حصلت على جائزة التميز في سلامة استخدام الأدوية
- وفازت وحدة العناية المركزة للأطفال بجائزة أفضل ممارسات معهد سلامة المرضى في أوهايو في عام 2009 لسجلها في خفض الإصابة بالالتهاب الرئوي المرتبط بالتهوية.

## موقع المستشفى
يوجد لمستشفى دايتون للأطفال العديد من مراكز اختبار المرضى الخارجيين في منطقة دايتون. وتقع هذه المراكز في فانداليا (أوهايو)، بيفركريك، سبرينغبورو (أوهايو)، كاترنغ (أوهايو).
- موقع المستشفى

## وصلات خارجية
- Dayton Children's website
- Kohl's A Minute For Kids - Dayton